# Hippelates
Tricimba là một chi ruồi trong họ Chloropidae. Chúng rất nhỏ (dài 1,5–2,5 milimét hay 0,06–0,10 inch).

## Phân bố
Hippelates phân bố ở vùng Neotropic và miền Tân bắc.

## Các loài
- Hippelates dorsalis Loew, 1869
- Hippelates genalis Loew, 1869
- Hippelates impressus Becker, 1912
- Hippelates nobilis Loew, 1863
- Hippelates pallipes Loew, 1863
- Hippelates plebejus Loew, 1863
- Hippelates proboscideus Williston, 1896
- Hippelates saundersi Kumm, 1936

Danh sách này không đầy đủ, bạn cũng có thể giúp mở rộng danh sách.